# Derek Miles
Derek H. Miles (Sacramento, 28 september 1972) is een Amerikaanse polsstokhoogspringer. Hij nam driemaal deel aan de Olympische Spelen en won hierbij eenmaal een bronzen medaille. Deze ontving hij echter pas jaren later. Aanvankelijk was hij op de Spelen van 2008 namelijk vierde geworden. In 2016 werd dit resultaat echter alsnog opgewaardeerd naar een derde plaats en dus een bronzen medaille na de diskwalificatie van de Oekraïner Denys Joertsjenko als gevolg van een geconstateerde dopingovertreding.

## Carrière
Zijn eerste succes behaalde Miles in 2003 met het winnen van de Amerikaanse indoorkampioenschappen polsstokhoogspringen. In 2004 maakte hij zijn olympisch debuut en eindigde hierbij met 5,75 m op een zevende plaats. In datzelfde jaar behaalde hij een bronzen medaille op de wereldatletiekfinale in Monaco. 
In 2008 plaatste Miles zich opnieuw voor de Olympische Spelen van 2008 in Peking met het winnen van de Amerikaanse olympische selectiewedstrijden. In Peking viste hij met een vierde plek aanvankelijk net achter het podium. Negen jaar nadien werd hij echter alsnog uitgeroepen tot bronzen medaillewinnaar na een positieve test van de Oekraïner Denys Joertsjenko.
Op de Olympische Spelen van 2012 in Londen sprong Miles in de kwalificatieronde driemaal op een hoogte van 5,20 m en was zodoende uitgeschakeld.
Derek Miles studeerde aan de universiteit van South Dakota.

## Titels
- Amerikaans indoorkampioen polsstokhoogspringen - 2003

## Persoonlijke records
| Onderdeel                      | Prestatie | Datum            | Plaats    |
| ------------------------------ | --------- | ---------------- | --------- |
| polsstokhoogspringen (outdoor) | 5,82 m    | 18 juni 2001     | Jonesboro |
| polsstokhoogspringen (indoor)  | 5,85 m    | 12 februari 2005 | Donetsk   |

## Palmares

### polsstokhoogspringen
Kampioenschappen
- 2003: 5e WK indoor - 5,70 m
- 2003: 6e WK - 5,70 m
- 2003: 5e Wereldatletiekfinale - 5,70 m
- 2004: 7e OS - 5,75 m
- 2004:  Wereldatletiekfinale - 5,70 m
- 2005: 5e Wereldatletiekfinale - 5,60 m
- 2008: 8e WK indoor - 5,60 m
- 2008:  OS - 5,70 m (na DQ Denys Joertsjenko)
- 2008:  Wereldatletiekfinale - 5,80 m
- 2009: 8e in kwal. WK - 5,55 m
- 2009:  Wereldatletiekfinale - 5,60 m
- 2010: 4e WK indoor - 5,65 m
- 2011: 13e WK - 5,65 m
- 2012: NM in kwal. OS

Golden League-podiumplaatsen
- 2003:  Meeting Gaz de France - 5,76 m
- 2004:  Meeting Gaz de France - 5,75
- 2004:  ISTAF – 5,80 m

Diamond League-podiumplaatsen
- 2010:  Meeting Areva - 5,70 m
- 2010:  London Grand Prix - 5,61 m